# Ізраїль на зимових Олімпійських іграх 2018
Ізраїль на зимових Олімпійських іграх 2018, які проходили у Пхьончхані (Південна Корея), був представлений 10 спортсменами (7 чоловіками та 3 жінками) у 4 видах спорту (гірськолижний спорт, скелетон, фігурне катання та шорт-трек). Прапороносцем на церемонії відкриття був фігурист Олексій Биченко, а на церемонії закриття — гірськолижник Ітамар Біран.
Ізраїль всьоме взяв участь у зимових Олімпійських іграх. Ізраїльські спортсмени не завоювали жодної медалі.

## Спортсмени
| Вид спорту          | Чоловіки | Жінки | Всього |
| ------------------- | -------- | ----- | ------ |
| Гірськолижний спорт | 1        | 0     | 1      |
| Скелетон            | 1        | 0     | 1      |
| Фігурне катання     | 4        | 3     | 7      |
| Шорт-трек           | 1        | 0     | 1      |
| Усього              | 7        | 3     | 10     |

## Гірськолижний спорт
| Спортсмен    | Дисципліна         | Спуск 1 | Спуск 2 | Разом   | Місце |
| ------------ | ------------------ | ------- | ------- | ------- | ----- |
| Ітамар Біран | гігантський слалом | 1:17.52 | 1:16.19 | 2:33.71 | 49    |
| Ітамар Біран | слалом             | DNF     | DNF     | DNF     | DNF   |

## Скелетон
| Спортсмен     | Дисципліна | Спуск 1 | Спуск 1 | Спуск 2 | Спуск 2 | Спуск 3 | Спуск 3 | Спуск 4    | Спуск 4    | Разом   | Разом |
| Спортсмен     | Дисципліна | Час     | Місце   | Час     | Місце   | Час     | Місце   | Час        | Місце      | Час     | Місце |
| ------------- | ---------- | ------- | ------- | ------- | ------- | ------- | ------- | ---------- | ---------- | ------- | ----- |
| Адам Едельман | чоловіки   | 52.48   | 28      | 52.43   | 28      | 52.35   | 28      | не пройшов | не пройшов | 2:37.26 | 28    |

## Фігурне катання
| Дисципліна     | Спортсмени                            | КП    | КП    | ВП         | ВП         | Разом      | Разом      |
| Дисципліна     | Спортсмени                            | Бали  | Місце | Бали       | Місце      | Бали       | Місце      |
| -------------- | ------------------------------------- | ----- | ----- | ---------- | ---------- | ---------- | ---------- |
| чоловіки       | Олексій Биченко                       | 84,13 | 13Q   | 172.88     | 9          | 257.01     | 11         |
| чоловіки       | Даніель Самохін                       | 80.69 | 18Q   | 170.75     | 11         | 251.44     | 13         |
| пари           | Пейдж Коннерс / Євген Краснопольський | 60.35 | 19    | не пройшли | не пройшли | не пройшли | не пройшли |
| танці на льоду | Адель Танкова / Рональд Зільберберг   | 46.66 | 24    | не пройшли | не пройшли | не пройшли | не пройшли |

Командні змагання
| Спортсмени | Коротка програма   | Коротка програма   | Коротка програма   | Коротка програма   | Коротка програма | Коротка програма | Довільна програма  | Довільна програма  | Довільна програма  | Довільна програма  | Довільна програма | Довільна програма |
| Спортсмени | Чоловіки           | Жінки              | Пари               | Танці на льоду     | Разом            | Місце            | Чоловіки           | Жінки              | Пари               | Танці на льоду     | Разом             | Місце             |
| Спортсмени | Бали командні бали | Бали командні бали | Бали командні бали | Бали командні бали | Разом            | Місце            | Бали командні бали | Бали командні бали | Бали командні бали | Бали командні бали | Разом             | Місце             |
| --- | ------------------ | ------------------ | ------------------ | ------------------ | ---------------- | ---------------- | ------------------ | ------------------ | ------------------ | ------------------ | ----------------- | ----------------- |
| Олексій Биченко (M) Еймі Буханан (L) Пейдж Коннерс / Євген Краснопольський (P) Адель Танкова / Рональд Зільберберг (ID) | 88.49 9            | 46.30 1            | 54.47 2            | 44.61 1            | 13               | 8                | не пройшли         | не пройшли         | не пройшли         | не пройшли         | не пройшли        | не пройшли        |

## Шорт-трек
| Спортсмен         | Дисципліна       | Гіт    | Гіт   | Чвертьфінал | Чвертьфінал | Півфінал   | Півфінал   | Фінал      | Фінал      |
| Спортсмен         | Дисципліна       | Час    | Місце | Час         | Місце       | Час        | Місце      | Час        | Місце      |
| ----------------- | ---------------- | ------ | ----- | ----------- | ----------- | ---------- | ---------- | ---------- | ---------- |
| Владислав Биканов | 500 м, чоловіки  | 47.177 | 4     | не пройшов  | не пройшов  | не пройшов | не пройшов | не пройшов | не пройшов |
| Владислав Биканов | 1000 м, чоловіки | PEN    | PEN   | не пройшов  | не пройшов  | не пройшов | не пройшов | не пройшов | не пройшов |
| Владислав Биканов | 1500 м, чоловіки | PEN    | PEN   | Н/Д         | Н/Д         | не пройшов | не пройшов | не пройшов | не пройшов |